# Combeauté
Combeauté – rzeka we Francji, przepływająca przez tereny departamentów Wogezy oraz Górna Saona, o długości 36,9 km. Stanowi lewy dopływ rzeki Semouse.